# Tisha Volleman
Tisha Volleman (née le 26 octobre 1999 à Eindhoven) est une gymnaste artistique néerlandaise.

## Carrière
Tisha Volleman remporte la médaille de bronze du concours par équipes aux Championnats d'Europe de gymnastique artistique féminine 2018.